# Enlightenment Foundation Libraries
Az Enlightenment Foundation Libraries (Enlightenment alapkönyvtárak) vagy EFL, az Enlightenment.org fejlesztette nyílt forráskódú programkönyvtárak egy csoportja, ami az Enlightenment ablakkezelőből nőtt ki. A projekt fő célja egy hatékony és könnyen használható eszközkészlet megteremtése az Enlightenment 0.17-hez és más programokhoz. A könyvtárakat úgy tervezték, hogy hordozható legyen, és olyan korlátozott erőforrású beágyazott rendszereken is fusson, mint a PDA-k vagy a mobiltelefonok.

## Központi elemei

### Evas
Az Evas az EFL rajzolókönyvtára. Ahol lehetséges, hardveres gyorsítást használ, de tervezése miatt az gyengébb felszereltségű hardveren is képes működni, akár gyengébb minőséggel és színmélységgel. A legtöbb rajzolókönyvtárral ellentétben pixel alapú (nem vektorgrafikus) és kezeli az állapotokat (a rajzolókönyvtárak nagy részének használatakor a programozónak kell számon tartani az objektumok állapotát).

### Edje
Az Edje könyvtár segítségével szétválaszthatjuk a program kezelőfelületét és a programkódot. Lehetővé teszi, hogy a program kezelőfelületét a programkód megváltoztatása nélkül módosítsák, témákat hozzanak létre. A témákban a felület leírásához saját, C-szerű leírónyelvet használ (EDC), a kódot, képeket, betűtípusokat egy EET (ld. később) fájlba tömöríti (általában .edj kiterjesztéssel).

### Ecore
Az Ecore egy eseménykezelőt és kényelmi funkciókat biztosító könyvtár. Egyszerű megoldást nyújt általános feladatokra. Moduláris felépítésű, azaz a programoknak csak azokat a könyvtárakat kell betölteniük, amire szükségük van. Az Ecore az eseményhurok (event loop) kezelése mellett megkönnyíti az X11-gyel való kommunikálást, az adatok kezelését, a hálózati kommunikációt és még sok mást.

### Embryo
Az Embryo egy egyszerű scriptnyelv, amit az EFL könyvtárak használnak (pl. az Edje). C-szerű szintaxisa van és a Pawn programozási rendszeren alapul.

### EET
Az EET segítségével tömörített archívumokat hozhatunk létre, amihez a programok nagy sebességgel tudnak hozzáférni. Ilyen EET archívumokat használ az Edje a témák tárolásához: a fájlban megtalálhatóak témában használt képek, betűtípusok és felületleíró fájlok. Az EET fájlokat nem kell teljes egészében kicsomagolni használat előtt, az adatok közvetlenül hozzáférhetőek.

## További összetevők

### Imlib2
Alacsony szintű grafikai műveletekre képes könyvtár, rengeteg képformátumot támogat, amiket képes megjeleníteni és különböző módosításokat végezni rajta, mindezt nagy sebességgel.

### EDB
Az EDB a BerkleyDB 2.7.7 köré írt API, a gyors és könnyű kezelhetőség jegyében született.

### Exml
XML fájlok értelmezésére használható könyvtár, ami Ecore struktúrákat használ.

### Epeg
Jpeg fájlokról képes előnézeti képeket gyártani, rendkívül kis idő alatt.

### Epsilon
Előnézeti képek készítésére alkalmas könyvtár, ami kompatibilis a freedesktop.org Pillanatkép Kezelés Szabványával (Thumbnail Managing Standard). Az összes Imlib2 által támogatott képformátumot kezeli, JPEG esetén képes használni az Epeget.

### Engrave
Edje fájlok szerkesztésére szolgáló API.

### Esmart
"Ügyes" Evas objektumok (pl. beviteli mező) gyűjteménye, amik megkönnyítik a munkát.

### EWL
Az EWL egy widget készlet, Edje támogatással. Ideális párbeszédablakok és a GUI más részeinek létrehozására.

### ETK
Az ETK egy másik widget készlet. Felépítése nagyban hasonlít a GTK-ra.